# 아네테 슈바르츠

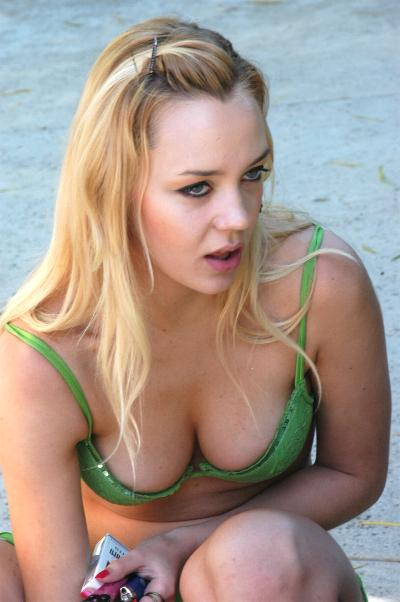
아네트 슈워츠

아네테 슈바르츠(독일어: Annette Schwarz, 1984년 3월 26일 ~ )는 독일의 포르노 배우이다. 독일의 바이에른주에서 태어났다. 본명은 아네테 카르멘 쇤라우프(Annette Carmen Schönlaub)다.
성년이 되기 전 유명인이 되기 위하여 독립했다. 뮌헨에 거주하며 18세가 되던 해 포르노 업계로 들어오게 된다. 그 후 디렉터인 존 톰슨과 일하며 Private, Evil Angel, Red Light등 포르노 제작에도 참여하였다. AVN2008에서 2개의 상을 수상했으며 Female Performer of the Year에 노미네이트 되기도 했다. 현재는 자신이 운영하는 회사를 가지고 있고 2009년, Annette Schwarz's Fairly Abused를 제작하여 발매했다. 꾸준히 DVD 작품에 출연하며 이미 세계적인 포르노 스타로 이름을 알렸다.

## 신체
- 신장: 180cm

- 체중: 65kg